# Herter's Flying Fish
Pour les articles homonymes, voir Herter, Fly et Fish.
Un Herter's Flying Fish ou Herters Duofoil Flying Fish (poisson volant, en anglais) est un bateau runabout de plaisance du constructeur américain Herter, fabriqué dans les années 1957 à quelques exemplaires. 

## Historique
Ce bateau runabout de plaisance est conçu en 1957,, en fibre de verre, avec un design futuriste (pour l'époque) Streamline Moderne vintage inspiré de celui des voitures américaines de l'ère du jet des années 1950, très en vogue de l'époque, avec des phares, ailerons, chromes, et peinture métallisée bicolore,... 

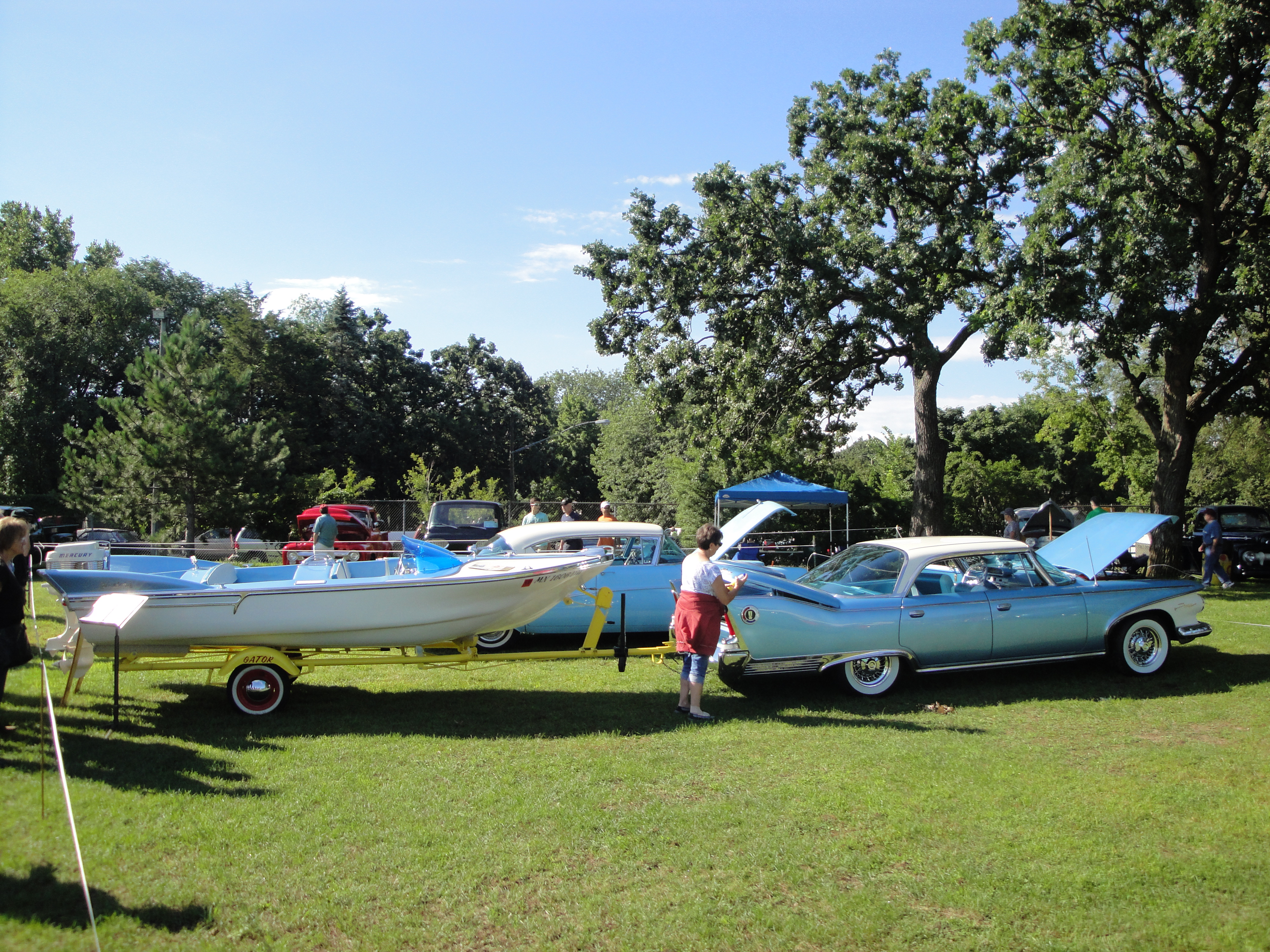
Variante : Herter's Boat & Trailer, et Plymouth Fury.
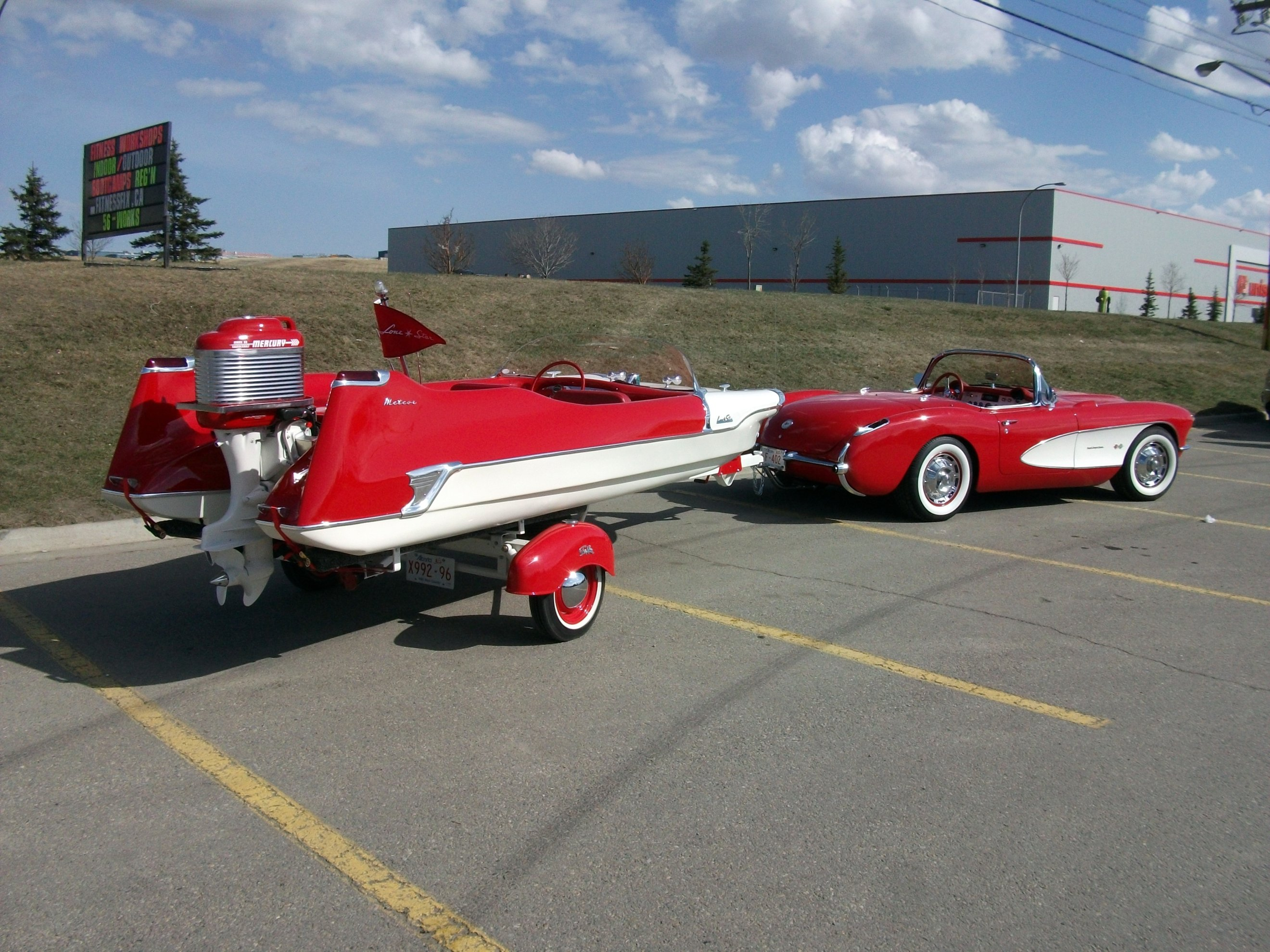
Variante Lone Star Meteor de General Motors

Il est propulsé à l'origine par un moteur hors-bord Mercury Marine Thunderbolt d'environ 40 ch, pour une vitesse d'environ 55 km/h.